# Plaza de Armas de Versalles
La plaza de Armas de Versalles es una gran explanada situada frente al palacio de Versalles en Francia, al cual precede y sirve de acceso. 

## Descripción
La plaza de Armas se dispone en forma de abanico delante del palacio de Versalles. Tiene una longitud aproximada de 300 metros y una anchura de 150 metros. 
En su lado oeste, el de menor longitud y que recae hacia el palacio, está delimitada por la Verja de Honor, que da paso al patio de Honor, el primero de los patios de acceso al palacio.
Hacia el lado opuesto se disponen tres vías que se prolongan hacia el este de forma radial: 
- al norte, la avenida de Saint-Cloud;
- al centro, la avenida de París, en el eje del palacio;
- al sur, la avenida de Sceaux.

## Edificios y monumentos
La plaza de Armas está bordeada por los edificios siguientes:
- Al oeste, el palacio de Versalles, donde la Verja de Honor la separa del patio de Honor.
- Al noreste, la Gran Caballeriza.[1]
- Al sureste, la Pequeña Caballeriza.[2]

El lugar acoge también desde 2009 la estatua ecuestre de Luis XIV que se encontraba antes en el patio de Honor.

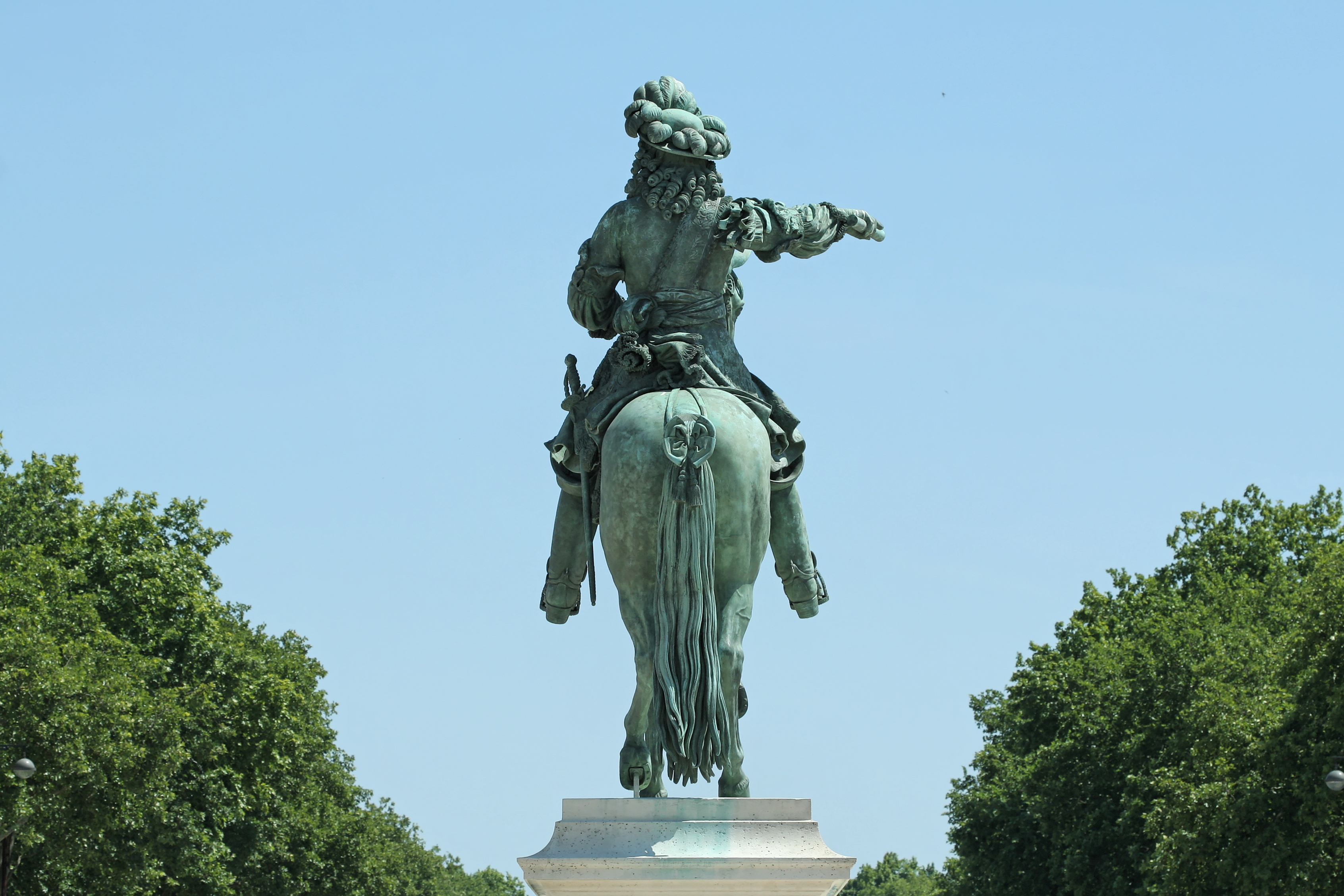
Estatua ecuestre de Luis XIV en el eje de la avenida de París.

La plaza de Armas vista desde la escalinata del palacio de Versalles

## Historia
El 23 de agosto de 1754, el rey Luis XV dio inicio a unos fuegos artificiales en la plaza mediante un cohete encendido desde su balcón, para celebrar el nacimiento del duque de Berry, futuro Luis XVI.

## Uso actual
Actualmente, el ayuntamiento de Versalles gestiona la plaza de Armas como aparcamiento de vehículos (530 plazas) y de autocares (170 plazas).